# Erin Hartwell
Erin Wesley Hartwell (Filadelfia, 10 de junio de 1969) es un deportista estadounidense que compitió en ciclismo en la modalidad de pista, especialista en las pruebas de velocidad por equipos y contrarreloj.
Participó en tres Juegos Olímpicos de Verano, entre los años 1992 y 2000, obteniendo dos medallas, plata en Atlanta 1996 y bronce en Barcelona 1992, ambas en la prueba del kilómetro contrarreloj.
Ganó  medallas en el Campeonato Mundial de Ciclismo en Pista entre los años 1994 y 1998.

## Medallero internacional
| Juegos Olímpicos   | Juegos Olímpicos         | Juegos Olímpicos  | Juegos Olímpicos      |
| Año                | Lugar                    | Medalla           | Competición           |
| ------------------ | ------------------------ | ----------------- | --------------------- |
| 1992               | Barcelona (España)       | Medalla de bronce | 1 km contrarreloj     |
| 1996               | Atlanta (Estados Unidos) | Medalla de plata  | 1 km contrarreloj     |
| Campeonato Mundial |                          |                   |                       |
| Año                | Lugar                    | Medalla           | Competición           |
| 1994               | Palermo (Italia)         | Medalla de plata  | 1 km contrarreloj     |
| 1995               | Bogotá (Colombia)        | Medalla de bronce | Velocidad por equipos |
| 1995               | Bogotá (Colombia)        | Medalla de bronce | 1 km contrarreloj     |
| 1998               | Burdeos (Francia)        | Medalla de bronce | 1 km contrarreloj     |